# Campeonato Sul-Africano de Futebol
A South African Premier Division (em português: Primeira Divisão Sul Africana; referida como Absa Premiership por razões de patrocínio) é a principal competição de futebol da África do Sul.

## História
A liga foi fundada em 1996 com 18 equipes, após um acordo entre a National Soccer League (África do Sul) e os remanescentes da National Professional Soccer League (África do Sul) .
A liga foi reduzida de 18 para 16 equipes após o final da temporada 2001-02 para evitar o congestionamento, fazendo com que duas equipes, Ria Stars e Free State Stars , fossem dispensadas.
Em 2004, um escândalo de manipulação de resultados abalou o futebol sul-africano. Uma investigação codinome "Operation Dribble" foi lançada pela polícia sul-africana em junho de 2004. Mais de 40 detenções foram feitas, variando de chefes de clubes para comparecer com comissários, árbitros e seus assistentes.
Em 2007, o PSL assinou um contrato de televisão com a SuperSport no valor de R1.6 bilhões. É o maior negócio esportivo da história da África do Sul, e levou a liga para as 15 principais ligas do mundo em termos de acordos de transmissão comercial.
No mesmo ano, a ABSA substituiu a Castle Lager como patrocinadora.
A partir de maio de 2017, a liga é classificada como a 5.ª melhor na África, de acordo com o sistema de classificação de 5 anos da CAF.
Para a temporada 2018-19, o PSL concede a cada clube uma verba mensal de 2 milhões de randes, com fundos provenientes dos direitos de transmissão televisiva e patrocínios nacionais. O campeão da Premiership ganha um prêmio de 10 milhões.
O Apartheid deixou a África do Sul fora de competições internacionais durante mais de 30 anos entre 1961 e 1992. Em 1993, o Kaizer Chiefs foi o primeiro clube sul-africano a jogar na Liga dos Campeões da CAF.

## Regulamento
- Turnos: O torneio tem a participação de 16 clubes que jogam entre si em dois turnos ( turno e returno ), onde a vitória vale 3 pontos e o empate vale 1. O clube que somar maior número de pontos é declarado o campeão, sem precisar jogar partidas finais.

- Rebaixamento: O  último colocado é rebaixado para a próxima edição da Segunda Divisão, o penúltimo disputa o torneio de playoff pela manutenção na série.

A liga tem dezesseis clubes que jogam entre si no total de 30 partidas, o campeão junto com o  vice-canpeão  tem direito de participar da Liga dos Campeões da CAF, o terceiro lugar  disputa a Taça das Confederações da CAF. Ainda existem as copas Nedbank Cup, Telkom Knockout Cup e Taça MTN 8.

## Campeões Anteriores
A National Football League foi a primeira liga profissional  da África do Sul, disputada de 1959 a 1977 apenas por jogadores brancos.
A National Professional Soccer League foi criada em 1971 para apenas equipes negras jogarem até 1977.
Em 1978 a NFL e a NPSL se fundiram para negros e brancos jogarem juntos de 1978 a 1995.
Em 1985 com discordâncias de alguns clubes sobre a  NPSL criaram a National Soccer League, disputada de 1985 a 1995.
Após um acordo entre a NSL e os remanescentes da NPSL fundiram se, criando a Premier Soccer League, disputada até aos dias de hoje.
A partir de 1996 começou a ser disputado a Premier Soccer League, sendo a divisão principal da África do Sul.

## Lista de Campeões
| National Football League (Para brancos)                     | National Football League (Para brancos) | National Football League (Para brancos) | National Football League (Para brancos) | National Football League (Para brancos) | National Football League (Para brancos) | National Football League (Para brancos) |                      |
| Edição                                                      | Ano                                     | Campeão                                 | Vice-campeão                            | Terceiro colocado                       | Artilheiro(s)                           | Gols                                    |                      |
| ----------------------------------------------------------- | --------------------------------------- | --------------------------------------- | --------------------------------------- | --------------------------------------- | --------------------------------------- | --------------------------------------- | -------------------- |
| 1ª                                                          | 1959                                    | Durban City (1)                         |                                         |                                         |                                         |                                         |                      |
| 2ª                                                          | 1960                                    | Highlands Park (1)                      |                                         |                                         |                                         |                                         |                      |
| 3ª                                                          | 1961                                    | Durban City (2)                         |                                         |                                         |                                         |                                         |                      |
| 4ª                                                          | 1962                                    | Highlands Park (2)                      |                                         |                                         |                                         |                                         |                      |
| 5ª                                                          | 1963                                    | Addington FC (1)                        |                                         |                                         |                                         |                                         |                      |
| 6ª                                                          | 1964                                    | Highlands Park (3)                      |                                         |                                         |                                         |                                         |                      |
| 7ª                                                          | 1965                                    | Highlands Park (4)                      |                                         |                                         |                                         |                                         |                      |
| 8ª                                                          | 1966                                    | Highlands Park (5)                      |                                         |                                         |                                         |                                         |                      |
| 9ª                                                          | 1967                                    | Port Elizabeth City (1)                 |                                         |                                         |                                         |                                         |                      |
| 10ª                                                         | 1968                                    | Highlands Park (6)                      |                                         |                                         |                                         |                                         |                      |
| 11ª                                                         | 1969                                    | Addington FC (2)                        |                                         |                                         |                                         |                                         |                      |
| 12ª                                                         | 1970                                    | Durban City (3)                         |                                         |                                         |                                         |                                         |                      |
| 13ª                                                         | 1971                                    | Hellenic F.C. (1)                       |                                         |                                         |                                         |                                         |                      |
| 14ª                                                         | 1972                                    | Durban City (4)                         |                                         |                                         |                                         |                                         |                      |
| 15ª                                                         | 1973                                    | Cape Town City (1)                      |                                         |                                         |                                         |                                         |                      |
| 16ª                                                         | 1974                                    | Arcadia Shepherds (1)                   |                                         |                                         |                                         |                                         |                      |
| 17ª                                                         | 1975                                    | Highlands Park (7)                      |                                         |                                         |                                         |                                         |                      |
| 18ª                                                         | 1976                                    | Cape Town City (2)                      |                                         |                                         |                                         |                                         |                      |
| 19ª                                                         | 1977                                    | Highlands Park (8)                      |                                         |                                         |                                         |                                         |                      |
| National Professional Soccer League (Para negros)           |                                         |                                         |                                         |                                         |                                         |                                         |                      |
| 1ª                                                          | 1971                                    | Orlando Pirates (1)                     |                                         |                                         |                                         |                                         |                      |
| 2ª                                                          | 1972                                    | AmaZulu (1)                             |                                         |                                         |                                         |                                         |                      |
| 3ª                                                          | 1973                                    | Orlando Pirates (2)                     |                                         |                                         |                                         |                                         |                      |
| 4ª                                                          | 1974                                    | Kaizer Chiefs (1)                       |                                         |                                         |                                         |                                         |                      |
| 5ª                                                          | 1975                                    | Orlando Pirates (3)                     |                                         |                                         |                                         |                                         |                      |
| 6ª                                                          | 1976                                    | Orlando Pirates (4)                     |                                         |                                         |                                         |                                         |                      |
| 7ª                                                          | 1977                                    | Kaizer Chiefs (2)                       |                                         |                                         |                                         |                                         |                      |
| National Professional Soccer League (Para brancos e negros) |                                         |                                         |                                         |                                         |                                         |                                         |                      |
| 1ª                                                          | 1978                                    | Lusitano (1)                            |                                         |                                         |                                         |                                         |                      |
| 2ª                                                          | 1979                                    | Kaizer Chiefs (3)                       |                                         |                                         |                                         |                                         |                      |
| 3ª                                                          | 1980                                    | Highlands Park (9)                      |                                         |                                         |                                         |                                         |                      |
| 4ª                                                          | 1981                                    | Kaizer Chiefs (4)                       |                                         |                                         |                                         |                                         |                      |
| 5ª                                                          | 1982                                    | Durban City (5)                         |                                         |                                         |                                         |                                         |                      |
| 6ª                                                          | 1983                                    | Durban City (6)                         |                                         |                                         |                                         |                                         |                      |
| 7ª                                                          | 1984                                    | Kaizer Chiefs (5)                       |                                         |                                         |                                         |                                         |                      |
| #                                                           | 1985                                    | Não houve campeonato                    | Não houve campeonato                    | Não houve campeonato                    | Não houve campeonato                    | Não houve campeonato                    | Não houve campeonato |
| 8ª                                                          | 1986                                    | Profissionais Vaal (1)                  |                                         |                                         |                                         |                                         |                      |
| 9ª                                                          | 1987                                    | Profissionais Vaal (2)                  |                                         |                                         |                                         |                                         |                      |
| 10ª                                                         | 1988                                    | Profissionais Vaal (3)                  |                                         |                                         |                                         |                                         |                      |
| 11ª                                                         | 1989                                    | Real Sweepers (1)                       |                                         |                                         |                                         |                                         |                      |
| 12ª                                                         | 1990                                    | De Beers (1)                            |                                         |                                         |                                         |                                         |                      |
| 13ª                                                         | 1991                                    | Oriental Spurs (1)                      |                                         |                                         |                                         |                                         |                      |
| 14ª                                                         | 1992                                    | Arcadia Shepherds (2)                   |                                         |                                         |                                         |                                         |                      |
| #                                                           | 1993-1994                               | Não houve campeonato                    | Não houve campeonato                    | Não houve campeonato                    | Não houve campeonato                    | Não houve campeonato                    | Não houve campeonato |
| 15ª                                                         | 1995                                    | Witbank All Stars (1)                   |                                         |                                         |                                         |                                         |                      |
| National Soccer League                                      |                                         |                                         |                                         |                                         |                                         |                                         |                      |
| 1ª                                                          | 1985                                    | Durban Bush Bucks (1)                   |                                         |                                         |                                         |                                         |                      |
| 2ª                                                          | 1986                                    | Rangers Johannesburg (1)                |                                         |                                         |                                         |                                         |                      |
| 3ª                                                          | 1987                                    | Jomo Cosmos (1)                         |                                         |                                         |                                         |                                         |                      |
| 4ª                                                          | 1988                                    | Mamelodi Sundowns (1)                   |                                         |                                         |                                         |                                         |                      |
| 5ª                                                          | 1989                                    | Kaizer Chiefs (6)                       |                                         |                                         |                                         |                                         |                      |
| 6ª                                                          | 1990                                    | Mamelodi Sundowns (2)                   |                                         |                                         |                                         |                                         |                      |
| 7ª                                                          | 1991                                    | Kaizer Chiefs (7)                       |                                         |                                         |                                         |                                         |                      |
| 8ª                                                          | 1992                                    | Kaizer Chiefs (8)                       |                                         |                                         |                                         |                                         |                      |
| 9ª                                                          | 1993                                    | Mamelodi Sundowns (3)                   |                                         |                                         |                                         |                                         |                      |
| 10ª                                                         | 1994                                    | Orlando Pirates (5)                     |                                         |                                         |                                         |                                         |                      |
| 11ª                                                         | 1995                                    | Cape Town Spurs (1)                     |                                         |                                         |                                         |                                         |                      |
| Premier Soccer League                                       |                                         |                                         |                                         |                                         |                                         |                                         |                      |
| Edição                                                      | Ano                                     | Campeão                                 | Vice-campeão                            | Terceiro colocado                       | Artilheiro(s)                           | Gols                                    |                      |
| 1ª                                                          | 1996-97                                 | Manning Rangers (1)                     | Kaizer Chiefs                           | Orlando Pirates                         | Wilfred Mugeyi                          | 22                                      |                      |
| 2ª                                                          | 1997-98                                 | Mamelodi Sundowns (4)                   | Kaizer Chiefs                           | Orlando Pirates                         | Daniel Mudau                            | 24                                      |                      |
| 3ª                                                          | 1998-99                                 | Mamelodi Sundowns (5)                   | Kaizer Chiefs                           | Orlando Pirates                         | Pollen Ndlanya                          | 21                                      |                      |
| 4ª                                                          | 1999-00                                 | Mamelodi Sundowns (6)                   | Orlando Pirates                         | Kaizer Chiefs                           | Dennis Lota                             | 18                                      |                      |
| 5ª                                                          | 2000-01                                 | Orlando Pirates (6)                     | Kaizer Chiefs                           | Mamelodi Sundowns                       | Gilbert Mushangazhike                   | 19                                      |                      |
| 6ª                                                          | 2001-02                                 | Santos (1)                              | Supersport United                       | Orlando Pirates                         | Ishmael Maluleke                        | 18                                      |                      |
| 7ª                                                          | 2002-03                                 | Orlando Pirates (7)                     | Supersport United                       | Wits University                         | Lesley Manyathela                       | 18                                      |                      |
| 8ª                                                          | 2003-04                                 | Kaizer Chiefs (9)                       | Ajax Cape Town                          | Supersport United                       | Jackie Ledwaba                          | 14                                      |                      |
| 9ª                                                          | 2004-05                                 | Kaizer Chiefs (10)                      | Orlando Pirates                         | Mamelodi Sundowns                       | Collins Mbesuma                         | 25                                      |                      |
| 10ª                                                         | 2005-06                                 | Mamelodi Sundowns (7)                   | Orlando Pirates                         | Kaizer Chiefs                           | Mame Niang                              | 14                                      |                      |
| 11ª                                                         | 2006-07                                 | Mamelodi Sundowns (8)                   | Platinum Stars                          | Moroka Swallows                         | Chris Katongo                           | 15                                      |                      |
| 12ª                                                         | 2007-08                                 | Supersport United (1)                   | Ajax Cape Town                          | Santos                                  | James Chamanga                          | 14                                      |                      |
| 13ª                                                         | 2008-09                                 | Supersport United (2)                   | Orlando Pirates                         | Kaizer Chiefs                           | Richard Henyekane                       | 19                                      |                      |
| 14ª                                                         | 2009-10                                 | Supersport United (3)                   | Mamelodi Sundowns                       | Kaizer Chiefs                           | Katlego Mphela                          | 17                                      |                      |
| 15ª                                                         | 2010-11                                 | Orlando Pirates (8)                     | Ajax Cape Town                          | Kaizer Chiefs                           | Knowledge Musona                        | 15                                      |                      |
| 16ª                                                         | 2011-12                                 | Orlando Pirates (9)                     | Moroka Swallows                         | Supersport United                       | Siyabonga Nomvethe                      | 20                                      |                      |
| 17ª                                                         | 2012-13                                 | Kaizer Chiefs (11)                      | Platinum Stars                          | Orlando Pirates                         | Katlego Mashego                         | 13                                      |                      |
| 18ª                                                         | 2013-14                                 | Mamelodi Sundowns (9)                   | Kaizer Chiefs                           | Bidvest Wits                            | Bernard Parker                          | 10                                      |                      |
| 19ª                                                         | 2014-15                                 | Kaizer Chiefs (12)                      | Mamelodi Sundowns                       | Bidvest Wits                            | Lerato Lamola                           | 13                                      |                      |
| 20ª                                                         | 2015-16                                 | Mamelodi Sundowns (10)                  | Bidvest Wits                            | Platinum Stars                          | Collins Mbesuma                         | 14                                      |                      |
| 21ª                                                         | 2016-17                                 | Bidvest Wits (1)                        | Mamelodi Sundowns                       | Cape Town City                          | Lebogang Manyama                        | 13                                      |                      |
| 22ª                                                         | 2017-18                                 | Mamelodi Sundowns (11)                  | Orlando Pirates                         | Kaizer Chiefs                           | Percy Tau Rodney Ramagalela             | 11                                      |                      |
| 23ª                                                         | 2018-19                                 | Mamelodi Sundowns (12)                  | Orlando Pirates                         | Bidvest Wits                            | Mwape Musonda                           | 16                                      |                      |
| 24ª                                                         | 2019-20                                 | Mamelodi Sundowns (13)                  | Kaizer Chiefs                           | Orlando Pirates                         | Gabadinho Mhango                        | 14                                      |                      |
| 25ª                                                         | 2020-21                                 | Mamelodi Sundowns (14)                  | AmaZulu                                 | Orlando Pirates                         | Bradley Grobler                         | 16                                      |                      |

- : campeonatos consecutivos
- : soma de dez títulos

### Títulos por clube
| Clube                | Campeão | Anos do Títulos | Vice | Anos do Vice                                          |
| -------------------- | ------- | --- | ---- | ----------------------------------------------------- |
| Mamelodi Sundowns    | 14      | 1988, 1990, 1993, 1997-98, 1998-99, 1999-00, 2005-06, 2006-07, 2013-14, 2015-16, 2017-18, 2018-19, 2019-20, 2020-21 | 3    | 2009-10, 2014-15, 2016-17                             |
| Kaizer Chiefs        | 12      | 1974, 1977, 1979, 1981, 1984, 1989, 1991, 1992, 2003-04, 2004-05, 2012-13, 2014-15                                  | 6    | 1996-97, 1997-98, 1998-99, 2000-01, 2013-14, 2019-20. |
| Orlando Pirates      | 9       | 1971, 1973, 1975, 1977, 1994, 2000-01, 2002-03, 2010-11, 2011-12                                                    | 6    | 1999-00, 2004-05, 2005-06, 2008-09, 2017-18, 2018-19  |
| Highlands Park       | 9       | 1960, 1962, 1964, 1965, 1966, 1968, 1975, 1977, 1980                                                                | 0    |                                                       |
| Durban City          | 6       | 1959, 1961, 1970, 1972, 1982, 1983                                                                                  | 0    |                                                       |
| Supersport United    | 3       | 2007-08, 2008-09, 2009-10                                                                                           | 2    | 2001-02, 2002-03                                      |
| Profissionais Vall   | 3       | 1986, 1987, 1988 | 0    |                                                       |
| Arcadia Shepherds    | 2       | 1974, 1992 | 0    |                                                       |
| Cape Town City       | 2       | 1973, 1976 | 0    |                                                       |
| Addington FC         | 2       | 1963, 1969 | 0    |                                                       |
| Ajax Cape Town       | 1       | 1995 | 3    | 2003-04, 2007-08, 2010-11                             |
| AmaZulu F.C.         | 1       | 1972 | 1    | 2020-21                                               |
| Bidvest Wits         | 1       | 2016-17 | 1    | 2015-16                                               |
| Port Elizabeth City  | 1       | 1967 | 0    |                                                       |
| Hellenic F.C.        | 1       | 1971 | 0    |                                                       |
| Lusitano             | 1       | 1978 | 0    |                                                       |
| Durban Bucks         | 1       | 1985 | 0    |                                                       |
| Rangers Johannesburg | 1       | 1986 | 0    |                                                       |
| Jomo Cosmos          | 1       | 1987 | 0    |                                                       |
| Real Sweepers        | 1       | 1989 | 0    |                                                       |
| De Beers             | 1       | 1990 | 0    |                                                       |
| Oriental Spurs       | 1       | 1991 | 0    |                                                       |
| Witbank Stars        | 1       | 1995 | 0    |                                                       |
| Manning Rangers      | 1       | 1996-97 | 0    |                                                       |
| Santos FC            | 1       | 2001-02 | 0    |                                                       |
| Platinum Stars       | 0       | | 2    | 2006-07, 2012-13                                      |
| Moroka Swallows      | 0       | | 1    | 2011-12                                               |

## Estádios
Estádio da Cidade do Cabo
Capacidade:66 005
Cidade do Cabo
Estádio Ellis Park
Capacidade	59 611
Joanesburgo,

## Participações  na Liga
Participarão na Premier Soccer League até  o momento  40 clubes diferentes, Kaizer Chiefs, Orlando Pirates, Mamelodi Sundowns e Supersport United até o momento  jogaram todas as temporadas.
| Clube                 | Nº | Ano (os) |
| --------------------- | -- | --- |
| African Wanderers     | 4  | 1997/98, 1999/00, 2000/01, 2002/03. |
| AmaZulu               | 17 | 1996/97, 1997/98, 1998/99, 1999/00, 2001/02, 2003/04, 2006/07, 2007/08, 2008/09, 2009/10, 2010/11, 2011/12, 2012/13, 2013/14, 2014/15, 2017/18, 2018/19                                              |
| Ajax Cape Town        | 19 | 1999/00, 2000/01, 2001/02, 2002/03, 2003/04, 2004/05, 2005/06, 2006/07, 2007/08, 2008/09, 2009/10, 2010/11, 2011/12, 2012/13, 2013/14, 2014/15, 2015/16, 2016/17, 2017/18                            |
| Baroka                | 3  | 2016/17, 2017/18, 2018/19 |
| Bay United            | 1  | 2008/09 |
| Benoni Premier United | 1  | 2006/07 |
| Bidvest Wits          | 22 | 1996-97, 1997/98, 1998/99, 1999/00, 2000/01, 2001/02, 2002/03, 2003/04, 2004/05, 2006/07, 2007/08, 2008/09, 2009/10, 2010/11, 2011/12, 2012/13, 2013/14, 2014/15, 2015/16, 2016/17, 2017/18, 2018/19 |
| Black Leopards        | 10 | 2001/02, 2002/03, 2003/04, 2004/05, 2005/06, 2006/07, 2007/08, 2011/12, 2012/13, 2018/19 |
| Bloemfontein Celtic   | 20 | 1996-97, 1997/98, 1998/99, 1999/00, 2000/01, 2004/05, 2005/06, 2006/07, 2007/08, 2008/09, 2009/10, 2010/11, 2011/12, 2012/13, 2013/14, 2014/15, 2015/16, 2016/17, 2017/18, 2018/19                   |
| Bush Bucks            | 9  | 1996-97, 1997/98, 1998/99, 1999/00, 2000/01, 2001/02, 2002/03, 2004/05, 2005/06. |
| Cape Town Spurs       | 3  | 1996-97, 1997/98, 1998/99 |
| Cape Town City        | 3  | 2016/17, 2017/18, 2018/19 |
| Chippa United         | 6  | 2012/13, 2014/15, 2015/16, 2016/17, 2017/18, 2018/19 |
| Dynamos               | 5  | 1998/99, 2002/03, 2003/04, 2004/05, 2005/06, |
| Free State Stars      | 19 | 1996-97, 1997/98, 1998/99, 1999/00, 2000/01, 2001/02, 2005/06, 2007/08, 2008/09, 2009/10, 2010/11, 2011/12, 2012/13, 2013/14, 2014/15, 2015/16, 2016/17, 2017/18, 2018/19                            |
| Hellenic              | 8  | 1996-97, 1997/98, 1998/99, 1999/00, 2000/01, 2001/02, 2002/03, 2003/04 |
| Highlands Park        | 2  | 2016/17, 2018/19 |
| Jomo Cosmos           | 15 | 1996-97, 1997/98, 1998/99, 1999/00, 2000/01, 2001/02, 2002/03, 2003/04, 2004/05, 2005/06, 2006/07, 2007/08, 2009/10, 2011/12, 2015/16.                                                               |
| Kaizer Chiefs         | 23 | todas |
| Golden Arrows         | 18 | 2000/01, 2001/02, 2002/03, 2003/04, 2004/05, 2005/06, 2006/07, 2007/08, 2008/09, 2009/10, 2010/11, 2011/12, 2012/13, 2013/14, 2015/16, 2016/17, 2017/18, 2018/19                                     |
| Mamelodi Sundowns     | 23 | todos |
| Manning Rangers       | 9  | 1996-97, 1997/98, 1998/99, 1999/00, 2000/01, 2001/02, 2002/03, 2003/04, 2004/05 |
| Maritzburg United     | 12 | 2006/07, 2008/09, 2009/10, 2010/11, 2011/12, 2012/13, 2013/14, 2014/15, 2015/16, 2016/17, 2017/18, 2018/19                                                                                           |
| Michau Warriors       | 1  | 1996-97 |
| Moroka Swallows       | 19 | 1996-97, 1997/98, 1998/99, 1999/00, 2000/01, 2001/02, 2002/03, 2003/04, 2004/05, 2005/06, 2006/07, 2007/08, 2008/09, 2009/10, 2010/11, 2011/12, 2012/13, 2013/14, 2014/15.                           |
| Mother City           | 1  | 1999/00 |
| Mpumalanga Black Aces | 6  | 1996-97, 2009/10, 2010/11, 2013/14, 2014/15, 2015/16 |
| Orlando Pirates       | 23 | todas |
| Platinum Stars        | 15 | 2003/04, 2004/05, 2005/06, 2006/07, 2007/08, 2008/09, 2009/10, 2010/11, 2011/12, 2012/13, 2013/14, 2014/15, 2015/16, 2016/17, 2017/18                                                                |
| Polokwane City        | 6  | 2013/14, 2014/15, 2015/16, 2016/17, 2017/18, 2018/19 |
| Real Rovers           | 2  | 1996/97, 1997/98 |
| Ria Stars             | 2  | 2000/01, 2001/02 |
| Santos                | 15 | 1997/98, 1998/99, 1999/00, 2000/01, 2001/02, 2002/03, 2003/04, 2004/05, 2005/06, 2006/07, 2007/08, 2008/09, 2009/10, 2010/11, 2011/12.                                                               |
| Seven Stars           | 1  | 1998/99 |
| Supersport United     | 23 | todas |
| Tembisa Classic       | 4  | 1999/00, 2000/01, 2001/02, 2005/06. |
| Thanda Royal Zulu     | 2  | 2007/08, 2008/09 |
| Pretoria University   | 4  | 2012/13, 2013/14, 2014/15, 2015/16 |
| Vaal Professionals    | 3  | 1996-97, 1997/98, 1998/99 |
| Vasco Da Gama         | 1  | 2010/11 |

- AmaZulu participou como Royals Zulu em 2003/04.

- Cape Town Spurs e Seven Stars foram fundidas para criar Ajax Cape Town.

- Free State Stars participou como Qwa Qwa Star em 1996/97, 1997/98 e  1998/99.

- Participou como  Witbank Aces em 1996/1997

- Platinum Stars participouco como Silver Stars em 2003/04, 2004/05, 2005/06 e 2006/07.

## Participações  nas competições da  CAF
Liga dos Campeões da CAF
| Clube             | N  | Ano                                                                                            |
| ----------------- | -- | ---------------------------------------------------------------------------------------------- |
| Mamelodi Sundowns | 14 | 1994, 1999, 2000, (2001), 2006, 2007, 2008, 2015, 2016, 2017, 2018, 2018–19, 2019–20, 2020–21. |
| Orlando Pirates   | 11 | 1995, 1996, 1997, 2002, 2004, 2006, 2010, 2012, (2013), 2018–19, 2019–20.                      |
| Kaizer Chiefs     | 6  | 1993, 2005, 2014, 2015, 2016, 2020–21.                                                         |
| Supersport United | 4  | 2004, 2009, 2010, 2011.                                                                        |
| Ajax Cape Town    | 2  | 2005, 2009.                                                                                    |
| Bidvest Wits      | 2  | 2017, 2018                                                                                     |
| Cape Town Spurs   | 1  | 1996.                                                                                          |
| Manning Rangers   | 1  | 1998                                                                                           |
| Santos            | 1  | 2003                                                                                           |

Copa das Confederações da CAF
| Clube               | N | Ano                                         |
| ------------------- | - | ------------------------------------------- |
| Bidvest Wits        | 7 | 2004, 2011, 2015, 2016, 2017, 2018, 2019–20 |
| Supersport United   | 6 | 2005, 2010, 2013, 2014, 2017, 2018          |
| Mamelodi Sundowns   | 4 | 2007, 2008, 2009, 2016                      |
| Orlando Pirates     | 3 | 2004, (2015), 2020–21.                      |
| Ajax Cape Town      | 2 | 2008, 2016                                  |
| Platinum Stars      | 2 | 2008, 2017                                  |
| Kaizer Chiefs       | 2 | 2014, 2018–19                               |
| Santos              | 1 | 2004                                        |
| Moroka Swallows     | 1 | 2010                                        |
| Black Leopards      | 1 | 2012                                        |
| Cape Town City      | 1 | 2018                                        |
| Free State Stars    | 1 | 2018–19                                     |
| TS Galaxy           | 1 | 2019–20                                     |
| Bloemfontein Celtic | 1 | 2020–21                                     |

Copa da CAF
| Clube             | N | Ano        |
| ----------------- | - | ---------- |
| Mamelodi Sundowns | 2 | 1996, 2003 |
| Moroka Swallows   | 1 | 1994       |
| Kaizer Chiefs     | 1 | 2000       |
| Ajax Cape Town    | 1 | 2001       |

Supercopa da CAF
| Clube             | N | Ano    |
| ----------------- | - | ------ |
| Orlando Pirates   | 1 | 1996   |
| Mamelodi Sundowns | 1 | 2016   |
| Kaizer Chiefs     | 1 | (2002) |